# Juancho
Juancho es una localidad de la provincia de Buenos Aires, Argentina, perteneciente al partido de General Madariaga.

## Ubicación
Se encuentra a 18.4 km al sur de la ciudad de General Madariaga, a través de un camino rural que bordea las vías muertas del Ferrocarril General Roca, del que tiene una parada también en desuso, la estación Juancho. Cuenta con un museo ferroviario.

## Población
Durante los censos nacionales del INDEC de 2001 y 2010 fue considerada como población rural dispersa.